# ФК «Ювентус» у сезоні 1929—1930
ФК «Ювентус» у сезоні 1929—1930 — сезон італійського футбольного клубу «Ювентус».

## Склад команди
| № | Поз. | Нац.     | Гравець             |
| - | ---- | -------- | ------------------- |
|   | ВР   | Італія   | Джанп'єро Комбі     |
|   | ЗХ   | Італія   | Умберто Калігаріс   |
|   | ЗХ   | Італія   | Джузеппе Монтаротті |
|   | ЗХ   | Італія   | Вірджиніо Розетта   |
|   | ЗХ   | Італія   | Маріо Ферреро       |
|   | ПЗ   | Італія   | Оресте Барале       |
|   | ПЗ   | Італія   | Карло Бігатто       |
|   | ПЗ   | Італія   | Еціо Борго          |
|   | ПЗ   | Італія   | Маріо Варльєн       |
|   | ПЗ   | Угорщина | Йозеф Віола         |
|   | ПЗ   | Італія   | Джованні Греппа     |
|   | ПЗ   | Італія   | Едмондо Делла Валле |
|   | ПЗ   | Італія   | Ферруччіо Дієна     |
|   | ПЗ   | Італія   | Доммазо Каудера     |

| № | Поз. | Нац.   | Гравець             |
| - | ---- | ------ | ------------------- |
|   | ПЗ   | Італія | Карло Кротті        |
|   | ПЗ   | Італія | Джузеппе Монтаротті |
|   | ПЗ   | Італія | Ліно Моска          |
|   | НП   | Італія | Джованні Варльєн    |
|   | НП   | Італія | Олів'єро Вояк       |
|   | НП   | Італія | Джузеппе Гобетті    |
|   | НП   | Італія | Джованні Занні      |
|   | НП   | Італія | Альберо Мерчіаї     |
|   | НП   | Італія | Федеріко Мунераті   |
|   | НП   | Італія | Раймундо Орсі       |
|   | НП   | Італія | Ренато Санеро       |
|   | НП   | Італія | Луїджі Чевеніні     |
|   | НП   | Італія | Ренато Чезаріні     |

## Чемпіонат Італії

### Турнірна таблиця
|                  |     | Команда        | О  | І  | В  | Н  | П  | М+ | М- |
| ---------------- | --- | -------------- | -- | -- | -- | -- | -- | -- | -- |
| Чемпіон Італії   | 1.  | «Амброзіана»   | 50 | 34 | 22 | 6  | 6  | 85 | 38 |
|                  | 2.  | «Дженова 1893» | 48 | 34 | 20 | 8  | 6  | 63 | 39 |
|                  | 3.  | «Ювентус»      | 45 | 34 | 19 | 7  | 8  | 56 | 31 |
|                  | 4.  | «Торіно»       | 39 | 34 | 16 | 7  | 11 | 52 | 31 |
|                  | 5.  | «Наполі»       | 37 | 34 | 14 | 9  | 11 | 61 | 51 |
|                  | 6.  | «Рома»         | 36 | 34 | 15 | 6  | 13 | 73 | 52 |
|                  | 7.  | «Болонья»      | 36 | 34 | 14 | 8  | 12 | 56 | 46 |
|                  | 8.  | «Алессандрія»  | 36 | 34 | 14 | 8  | 12 | 55 | 49 |
|                  | 9.  | «Про Верчеллі» | 33 | 34 | 12 | 9  | 13 | 52 | 60 |
|                  | 10. | «Брешія»       | 33 | 34 | 13 | 7  | 14 | 45 | 56 |
|                  | 11. | «Мілан»        | 32 | 34 | 11 | 10 | 13 | 52 | 48 |
|                  | 12. | «Модена»       | 30 | 34 | 11 | 8  | 15 | 48 | 55 |
|                  | 13. | «Про Патрія»   | 30 | 34 | 12 | 6  | 16 | 46 | 64 |
|                  | 14. | «Ліворно»      | 29 | 34 | 12 | 5  | 17 | 51 | 79 |
|                  | 15. | «Лаціо»        | 28 | 34 | 10 | 8  | 16 | 49 | 50 |
|                  | 16. | «Трієстина»    | 28 | 34 | 11 | 6  | 17 | 42 | 59 |
| Вибув до Серії B | 17. | «Падова»       | 26 | 34 | 11 | 4  | 19 | 52 | 78 |
| Вибув до Серії B | 18. | «Кремонезе»    | 16 | 34 | 4  | 8  | 22 | 31 | 83 |

## Кубок Мітропи
Кваліфікація для участі у розіграші Кубка Центральної Європи:
| 30 червня 1929 | «Ювентус»    | 1 – 0 | «Амброзіана» | Турин                     |  |
| | Мунераті 47' |       |              | Суддя: Турбіані (Феррара) |  |
| «Ювентус»: Джанп'єро Комбі, Вірджиніо Розетта, Умберто Калігаріс, Оресте Барале, Маріо Варльєн, Ліно Моска, Федеріко Мунераті, Джузеппе Галлуцці, Ренато Санеро, Карло Кротті, Альфредо Барізоне. «Амброзіана»: Боніфаціо Смерці, Луїджі Аллеманді, Гвідо Джанфардоні, Сільвіо П'єтробоні, Джузеппе Віані, Армандо Кастеллацці, Леопольдо Конті, Джуліо Балестріні, Джузеппе Меацца, Антоніо Блазевич, Алессандро Моццолетті. |              |       |              |                           |  |

Основний турнір
| 1/4 перший матч 23.06.1929 | Ювентус      | 1:0        | Славія (Прага) | Турин                                                                     |  |
| | 62' Мунераті | (протокол) |                | Стадіон: Корсо Марсілья Глядачі: 20 000 Суддя: Ференц Майорскі (Угорщина) |  |
| Ювентус: Комбі (к) — Розетта, Калігаріс — Барале, М.Варльєн, Моска — Мунераті, Чевеніні, Вояк, Кротті, Барізоне, тренер: Ейткен Славія: Планічка — Черницький, Новак — Водічка, Плетиха (к), Чіпера — Юнек, Шолтис, Свобода, Пуч, Йоска, тренер: Мадден |              |            |                |                                                                           |  |

| 1/4 другий матч 06.07.1929 | Славія (Прага)         | 3:0 (3:1 заг.) | Ювентус       | Прага                                                            |  |
| | 49' 69' Юнек 75' Йоска | (протокол)     | 61' М.Варльєн | Стадіон: Летна Глядачі: 20 000 Суддя: Ференц Майорскі (Угорщина) |  |
| Славія: Планічка — Новак, Женишек — Чіпера, Плетиха (к), Водічка — Юнек, Йоска, Свобода, Пуч, Кратохвіл, тренер: Мадден Ювентус: Комбі (к) — Розетта, Калігаріс — Барале, М.Варльєн, Моска — Мунераті, Чевеніні, Вояк, Кротті, Барізоне, тренер: Ейткен |                        |                |               |                                                                  |  |

## Товариські матчі
- 01.09.1929, «Салуццо» — «Ювентус» — 1-3
- 08.09.1929, «Новара» — «Ювентус» — 2-6
- 14.09.1929,  «Олд Бойз» — «Ювентус» — 0-7
- 15.09.1929,  «Новара» — «Ювентус» — 2-4
- 22.09.1929, «Ювентус» —  «Олд Бойз» — 8-0
- 29.09.1929,  «Монако» — «Ювентус» — 0-8
- 01.12.1929, «Ювентус» — «Казале» — 3-3

| ТМ 25.12.1928 | «Ювентус»               | 2:0        | ВАК | Турин |  |
| | Дзанні 19' Мунераті 89' | (протокол) |     |       |  |
| Ювентус: Комбі, Розетта, Калігаріс, О.Барале, Віола, Бігатто, Мунераті, Чевеніні, Дзанні, Орсі, Кротті ВАК: Гіден, Бехер, Сеста, Браун (Білек, 75), Білек (Шфзік, 46), Яний, Вайсс, Г.Мюллер, Гілтль, Цізар, Губер |                         |            |     |       |  |